# Brasília de Minas
Brasília de Minas este un oraș în unitatea federativă Minas Gerais (MG), Brazilia.